# Idaea helleria
Idaea helleria är en fjärilsart som beskrevs av William Schaus 1913. Idaea helleria ingår i släktet Idaea och familjen mätare. Inga underarter finns listade i Catalogue of Life.